# Austrobaileyales
Austrobaileyales er en orden af dækfrøede planter, som omfatter følgende familier:
| Familier |

- Austrobaileyaceae
- Schisandraceae
- Trimeniaceae

Denne orden svarer ordenen til Illiciales i det ældre Cronquists system. Den omfattede kun den sidste familie + familien "Illiciaceae", som den nu er sammenlagt med.

## Galleri
- Austrobaileyaceae
- Schisandraceae
- Trimeniaceae